# Antonie Brentano

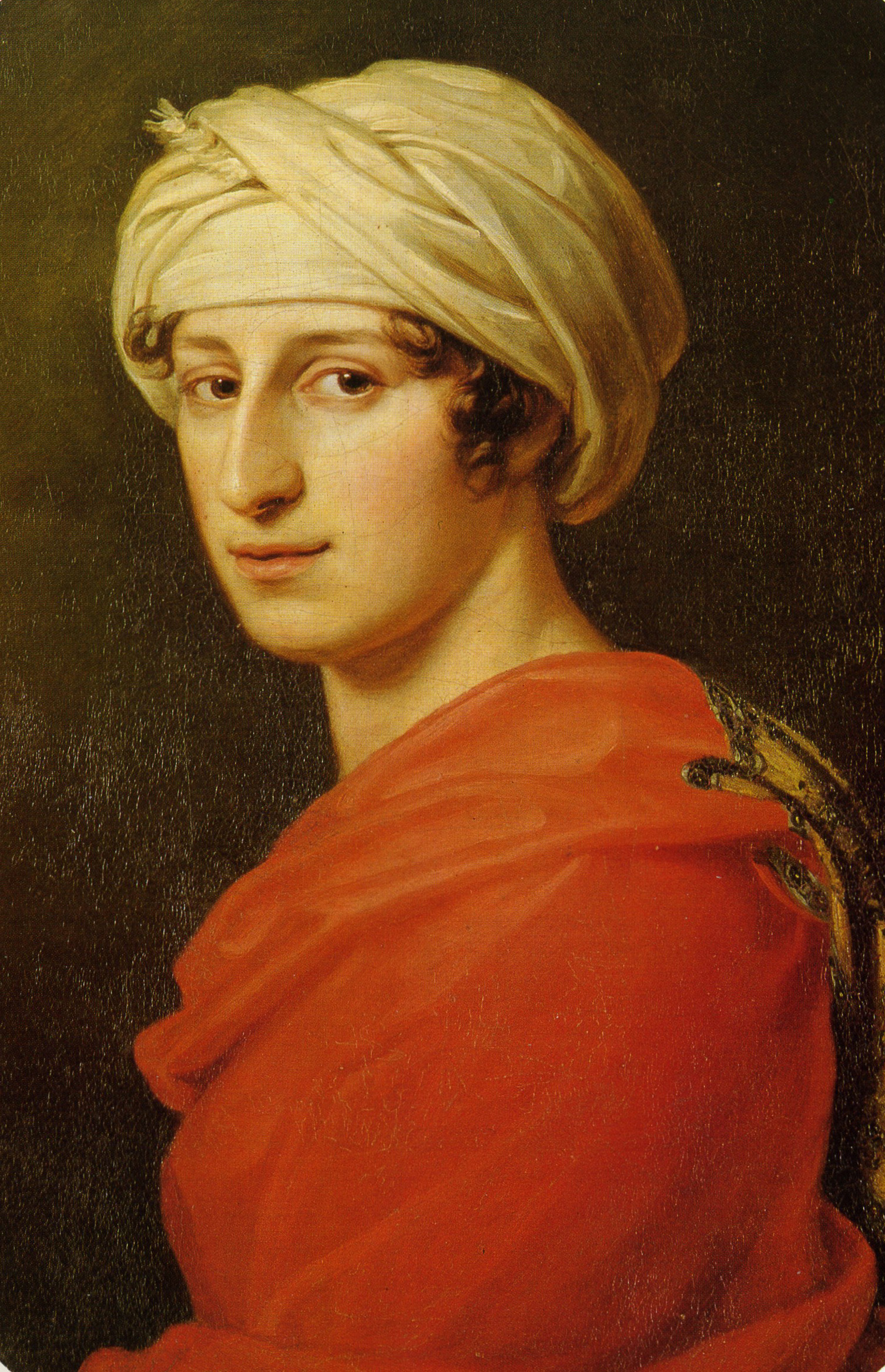
Antonie Brentano, Porträt von Joseph Karl Stieler, 1808

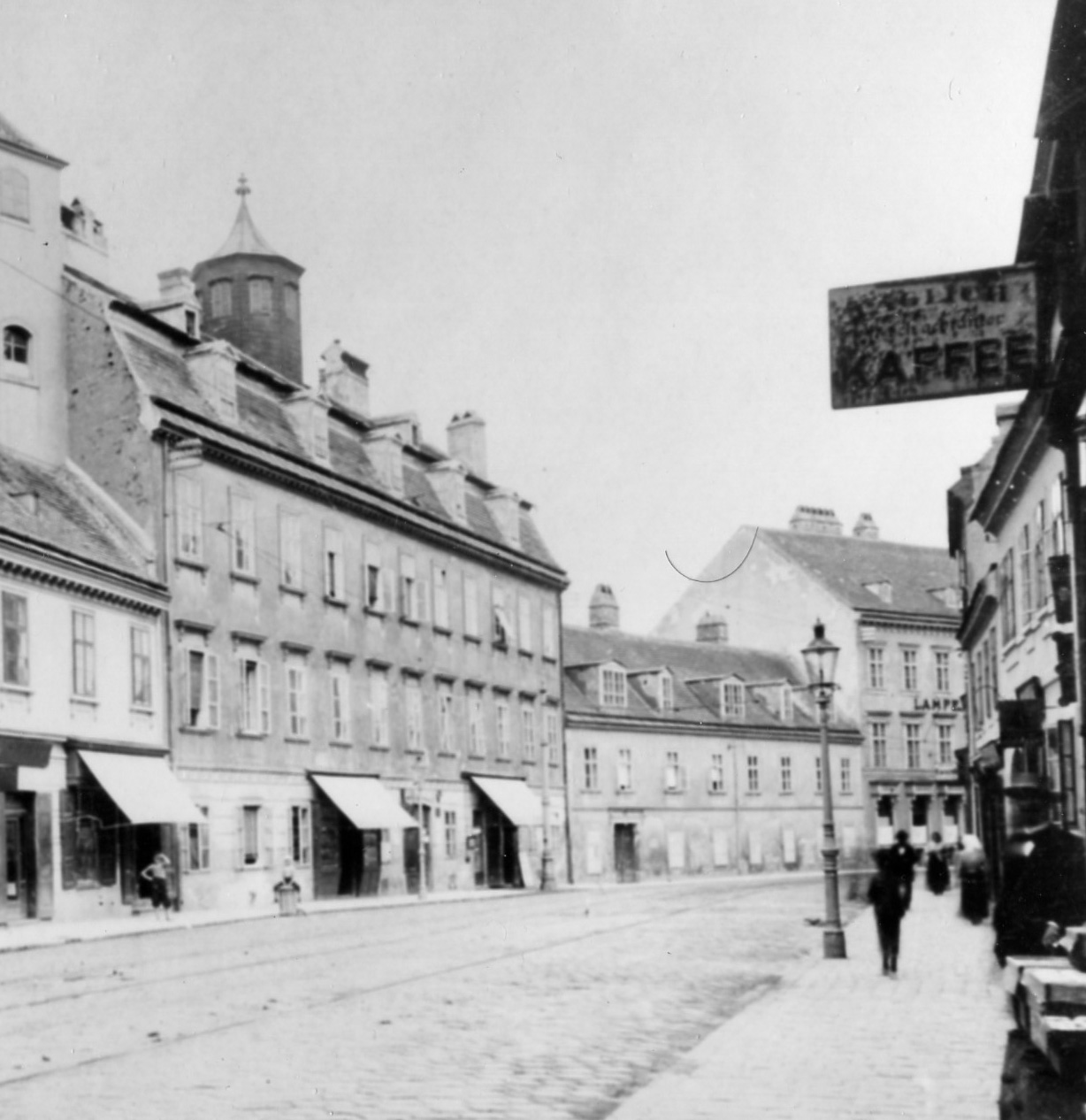
Das Birkenstock-Brentano-Haus in Wien, damals Landstraße 98, heute Erdberggasse Nr. 19, Foto, um 1900. In dem achteckigen, holzverschalten Turm befand sich eine kleine Sternwarte

Antonie Brentano (* 28. Mai 1780 in Wien; † 12. Mai 1869 in Frankfurt am Main; geborene Johanna Antonia Josepha Edle von Birkenstock, genannt Toni) war eine der zentralen Frauengestalten im Leben Ludwig van Beethovens. Mehrere Musikwissenschaftler halten sie auch für jene rätselhafte Frau, an die Ludwig van Beethoven am 6./7. Juli 1812 in Teplitz seinen berühmten Brief an die „Unsterbliche Geliebte“ richtete. Ein endgültiger Nachweis dieser Hypothese konnte jedoch bisher nicht erbracht werden.

## Leben
Antonie war die Tochter des österreichischen Diplomaten, Beamten und Kunstsammlers Johann Melchior Edler von Birkenstock (1738–1809) und dessen Frau Josefa von Hay (* 1755 in Fulnek/Böhmen; † 18. Mai 1788 in Wien). Sie hatte drei Geschwister, von denen die beiden letzteren früh verstarben:
- Hugo Konrad Gottfried von Birkenstock (* 15. Dezember 1778 in Wien; † 10. April 1825 in Ybbs an der Donau), k. k. Oberleutnant bei der Weydenfeld-Infanterie
- Karoline Viktoria von Birkenstock (* und † 1782 in Frankfurt)
- Johann Eduard Valentin von Birkenstock (* und † 1784 in Frankfurt)

Der Vater war kaiserlicher Hofrat und Vertrauter der Kaiserin Maria Theresia und des Reformkaisers Joseph II. Er wurde durch seine Heirat Schwager von Joseph von Sonnenfels, bekannt als Widmungsempfänger von Beethovens Klaviersonate D-Dur op. 28 (1802). Beider Ehefrauen waren Schwestern des berühmten Reformbischofs von Königgrätz Jan Leopold Ritter von Hay (1735–1794). Birkenstock lebte mit seiner Familie ab 1782 längere Zeit in Frankfurt am Main, wo seine Frau die beiden Kinder Karoline und Johann zur Welt brachte. Möglicherweise lernte er bereits damals die Familie Brentano kennen. In Wien baute er sich eine heute nicht mehr vorhandene palastartige Villa mit 40 Zimmern in der Vorstadt Landstraße, Erdberggasse Nr. 98 (heutige Lage Erdbergstraße 19), die er mit einer umfangreichen, wertvollen Bibliothek und einer reichen Kunstsammlung ausstattete. Als Achtjährige verlor Antonie durch eine Epidemie ihre Mutter und wurde daraufhin für sieben Jahre in die Ursulinen-Klosterschule von Pressburg geschickt.
Der Vater suchte für seine Tochter nach einer sogenannten guten Partie und fand sie in der Person des reichen Frankfurter Kaufmanns Franz Brentano, des Halbbruders der Geschwister Clemens Brentano und Bettina von Arnim. Bei der Vermittlung der Ehe soll die früh verstorbene Sophie Brentano, die damals in Wien lebte, eine wichtige Rolle gespielt haben. Die Heirat der 18-jährigen Antonie mit dem 33-jährigen Brentano fand am 23. Juli 1798 im Stephansdom in Wien statt. Einige Tage darauf zog das Ehepaar nach Frankfurt.
Im August 1809 kam Antonie wieder nach Wien, um ihren kranken Vater zu pflegen, der am 30. Oktober desselben Jahres starb. Nach seinem Tod blieb sie noch drei Jahre in ihrer Heimatstadt, wobei ihr Mann sie nur selten besuchte. Antonie war als Alleinerbin damit betraut, die umfangreiche Bibliothek ihres Vaters (7.012 Bücher und Musikalien) und seine Kunstsammlung (551 Gemälde, 261 Zeichnungen sowie Tausende von Kupferstichen, Miniaturen, Bronzestatuen, Skulpturen usw.) zu katalogisieren und zu verkaufen. Einen Teil der Werte verbrachte sie vorab nach Frankfurt, einen anderen erwarb Herzog Albert von Sachsen-Teschen für die heutige Albertina in Wien. Erst 1832 verkaufte Antonie die nun leere Villa an den Apotheker Joseph Gerold (1779–1841) und dessen Frau Wilhelmine Edle von Petz. Das verschwundene Palais nennt man in der Stadtgeschichte immer noch Birkenstock- oder Brentanohaus. Das wertvollste Bild aus ihrer Gemäldesammlung war Die Beweinung Christi des flämischen Malers Anthonis van Dyck aus dem Jahre 1627, das Antonie 1852 dem Frankfurter Dom vermachte.
In ihren fast neunzig Jahren überlebte Antonie Brentano viele Freunde und Verwandte, darunter ihren Mann und fünf ihrer sechs Kinder. Als sie vom Tod Ludwig van Beethovens erfuhr, begann sie, die Namen ihrer verstorbenen Freunde in eine Liste zu schreiben, die am Ende ihres eigenen Lebens mehrere Seiten umfasste. Der erste Eintrag lautete: „Beethoven, 26. März 1827“.
Ihr Nachlass, darunter zahlreiche Briefe von Beethoven und Goethe, wurde 1896 versteigert.

## Kinder
Antonie Brentano hatte sechs Kinder:
- Mathilde (* 3. Juli 1799 in Frankfurt am Main; † 5. April 1800 ebenda)
- Georg Franz Melchior (* 13. Januar 1801 in Frankfurt am Main; † 1. März 1853 ebenda), am 5. Januar 1835 Heirat mit Lilla Pfeifer (1813–1868), einer Schwester des Kölner Industriellen (Pfeifer & Langen) Emil Pfeifer. Das Ehepaar hatte sieben Kinder.
- Maximiliane Euphrosine Kunigunde (* 8. November 1802 in Frankfurt am Main; † 1. September 1861 Brunnen/Schweiz), am 30. Dezember 1825 Heirat mit Landolin Friedrich Karl Freiherr von Blittersdorf (1792–1861)
- Josefa Ludovica (* 29. Juni 1804 in Frankfurt am Main; † 2. Februar 1875 ebenda), am 28. Mai 1832 Heirat mit Anton Theodor Brentano-Tozza (1809–1895)
- Franziska Elisabeth, genannt Fanny (* 26. Juni 1806 in Frankfurt am Main; † 16. Oktober 1837 ebenda)
- Carl Joseph (* 8. März 1813 in Frankfurt am Main;[4] † 18. Mai 1850 ebenda)

## Beethovens „Unsterbliche Geliebte“?
Beethoven lernte Antonie Brentano Ende Mai 1810 durch ihre Schwägerin Bettina von Arnim kennen. Zwischen beiden entwickelte sich eine tiefe Freundschaft, in ihrem Tagebuch spricht Antonie von einer „Wahlverwandtschaft“. Am 11. März 1811 schrieb sie Bettina, Beethoven sei ihr „einer der liebsten Menschen“ geworden und besuche sie „beinahe täglich“. Demselben Brief ist zu entnehmen, dass sie ihren Gatten schon sechs Monate nicht gesehen hatte. Im Jahr darauf ließ sie sich von Beethoven das Originalmanuskript seines Liedes An die Geliebte (WoO 140) schenken, das er im Dezember 1811 komponiert und der bayerischen Sängerin Regina Lang ins Stammbuch geschrieben hatte. Sie vermerkte darauf: „den 2n März 1812 mir vom Author erbethen“. Dies gilt einigen Wissenschaftlern als wichtiges Indiz dafür, dass Antonie inzwischen tatsächlich Beethovens Geliebte war.
Den Brief an die „Unsterbliche Geliebte“ schrieb Beethoven kurz darauf, am 6./7. Juli 1812 in Teplitz, an eine Frau in „K.“ Die Hypothese, dass es sich bei der Adressatin um Antonie Brentano gehandelt haben könnte, wurde erstmals 1955 von Jean und Brigitte Massin erwogen: „Die Vermutung, dass es Antonie Brentano gewesen sein könnte, ist zugleich verführerisch und absurd.“ 1972 griff Maynard Solomon die Hypothese wieder auf. Wie bereits der Beethoven-Forscher Max Unger nachweisen konnte, ist mit „K.“ Karlsbad gemeint. Aus dem Brief geht noch hervor, dass Beethoven die rätselhafte Frau kurz zuvor, am Abend des 3. Juli, überraschend in Prag getroffen hatte. Anhand der Fremdenlisten der Prager Oberpostamts-Zeitung konnte Solomon belegen, dass Antonie tatsächlich am 3. Juli – aus Wien kommend – in Prag eintraf, wo sie im Hotel Rotes Haus in der Jesuitengasse Nr. 147 (heute Karlova ulice 44) abstieg, um am anderen Morgen nach Karlsbad weiterzureisen. Solomons Überlegungen bauten auf früheren Arbeiten von George Marek und Harry Goldschmidt auf. Seine Hypothese zur Identifizierung der Unbekannten wurde in der Folge von zahlreichen Beethoven-Forschern übernommen und konnte durch weitere Quellenfunde gestützt werden, die insbesondere in einem umfangreichen Aufsatz von Klaus Martin Kopitz enthalten sind, der 2001 erschien.
Ende Juli reiste Beethoven von Teplitz zu den Brentanos nach Karlsbad, wo er in derselben Pension Zum Auge Gottes (später Grandhotel Pupp) ein Zimmer bezog. Anschließend reiste er mit ihnen gemeinsam nach Franzensbad, wo er und die Brentanos ebenfalls im selben Hotel wohnten. Danach scheinen sie sich für immer getrennt zu haben. Im November kehrte Antonie mit ihrer Familie nach Frankfurt zurück. Beide verband in den Jahren darauf eine intensive Korrespondenz. 1819 setzte sich Antonie für die Erziehung von Beethovens Neffen bei dem berühmten Theologen und Pädagogen Johann Michael Sailer ein, mit dem die Brentanos eng befreundet waren. Im Auftrag von Antonie Brentano entstand 1820 das bekannte Beethoven-Porträt von Joseph Karl Stieler. Unsterblich wurde sie gewissermaßen auch als Widmungsempfängerin mehrerer großer Werke des Komponisten.
Als Argument gegen Solomons These wird unter anderem vorgebracht, dass Beethoven in späteren Jahren auch mit Antonies Ehemann befreundet war, der ihm vielfach finanzielle Unterstützung zukommen ließ. Einige Autoren meinen außerdem, Beethoven sei ein erklärter Gegner ehelicher Untreue gewesen und verweisen auf den Entschuldigungsbrief, den Beethoven am 6. März 1807 an Paul Bigot de Morogues schrieb, nachdem er dessen Gattin, die Pianistin Marie Bigot, zu einer Spazierfahrt eingeladen hatte. Darin heißt es, es sei „einer meiner ersten Grundsäze, nie in einem andern als Freundschaftlichen Verhältniß mit der Gattin eines andern zu stehn“.
Die englische Autorin Susan Lund vertritt die Auffassung, der im Mai/Juni 1812 gezeugte Carl Brentano sei Beethovens Sohn. Er wurde am 8. März 1813 in Frankfurt am Main geboren und litt an einer schweren körperlichen und geistigen Behinderung, insbesondere an Epilepsie, und starb bereits am 18. Mai 1850. Sein Grab befindet sich in der Brentanoschen Familiengruft (Gruft 48) auf dem Frankfurter Hauptfriedhof, in der auch andere Mitglieder der Familie Brentano ihre letzte Ruhestätte fanden.
Der Brief an die Unsterbliche Geliebte wurde nach Beethovens Tod in einem Geheimfach gefunden, wurde also entweder nie abgesandt oder ihm von der Empfängerin zurückgegeben. Als weitere Kandidatinnen für die „Unsterbliche Geliebte“ wurden im Verlauf der mittlerweile über hundertjährigen wissenschaftlichen Kontroverse u. a. die folgenden Frauen diskutiert: die Gräfinnen Giulietta Guicciardi, Therese Brunsvik, deren jüngere Schwester Josephine Brunsvik sowie Dorothea von Ertmann. Nach dem Eliminierungsverfahren, das Harry Goldschmidt 1977 vornahm, ist von diesen Kandidatinnen außer Antonie Brentano nur Josephine Brunsvik übrig geblieben.

## Widmungen Beethovens für Antonie Brentano

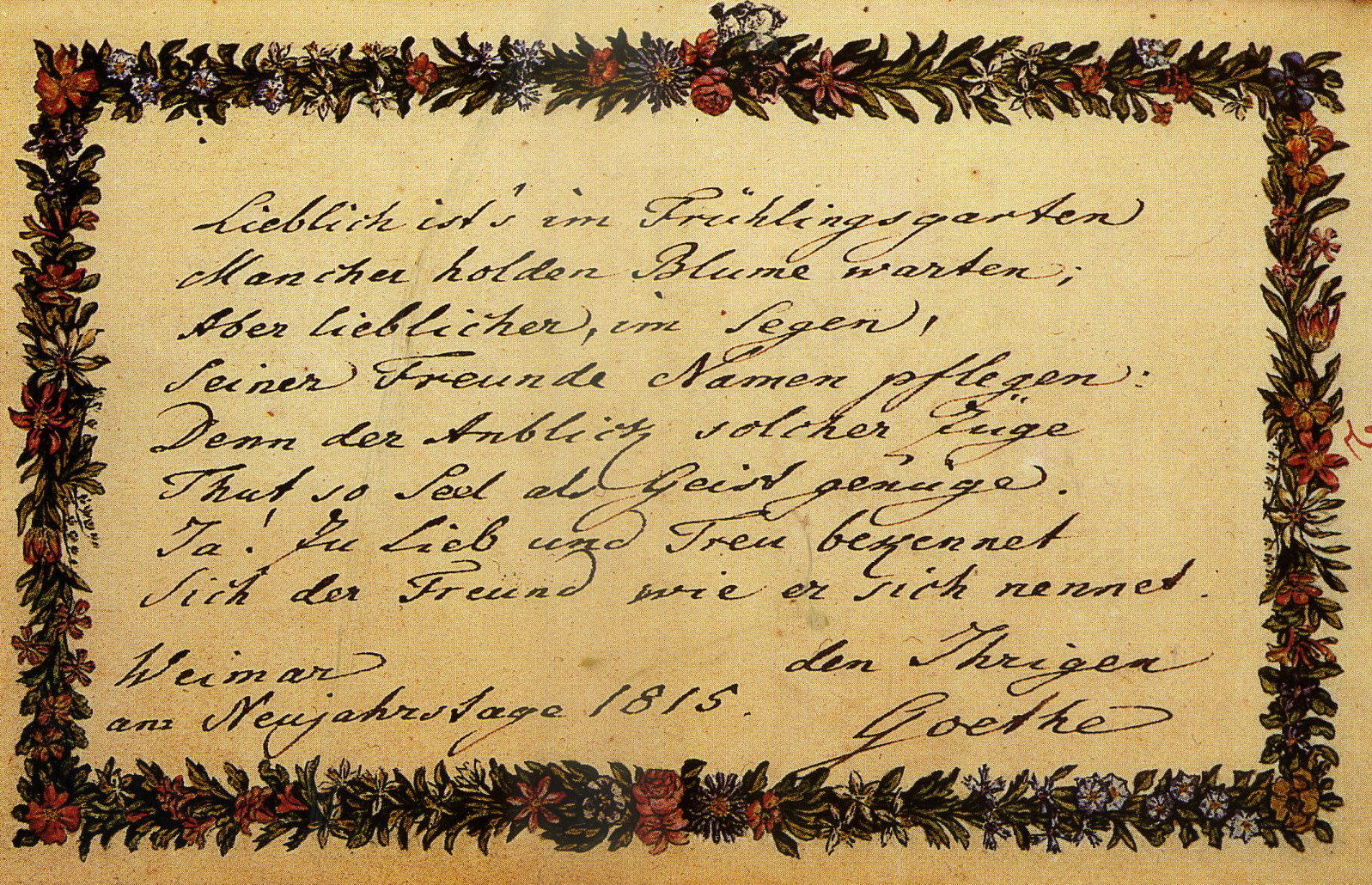
Johann Wolfgang von Goethe, Eintragung in das Stammbuch Antonie Brentanos, 1. Januar 1815, Frankfurt am Main, Freies Deutsches Hochstift

Bereits im Oktober 1811 notierte Beethoven auf einem gedruckten Exemplar seiner Goethe-Lieder op. 83: „Meiner vortrefflichen Freundin der Frau Toni Brentano Gebohrene edle von Birkenstock vom Verfasser.“ Eine ähnliche Aufschrift findet sich im selben Monat auf einem Exemplar des Klavierauszugs des Oratoriums Christus am Ölberge op. 85.
Später widmete der Komponist seiner Freundin zwei seiner bedeutendsten Werke: die englische Veröffentlichung der letzten Klaviersonate c-Moll op. 111 (1822) und die Diabelli-Variationen op. 120 (1823).
Darüber hinaus schrieb er für ihre Tochter Maximiliane das Klaviertrio B-Dur WoO 39 (1812) und widmete dieser die Klaviersonate E-Dur op. 109 (1821). Ursprünglich wollte Beethoven alle drei letzten Klaviersonaten (op. 109, 110 und 111) Antonie Brentano widmen. Ihrem Gatten hat er kein Werk zugeeignet.
2018 wurde ein bislang unbekanntes Exemplar des Partitur-Erstdrucks von Beethovens Sinfonie Nr. 7 A-Dur op. 92 entdeckt, die der Komponist 1811/12 komponierte und am 13. Mai 1812 beendete. Die Partitur erschien im November 1816 im Verlag S. A. Steiner & Comp. in Wien. Das Titelblatt trägt die eigenhändige Widmung: „Meiner hochverehrten Freundin Antonie Brentano von Beethoven“.  Der wertvolle Druck wurde vom Beethoven Center der San José State University in den USA erworben.

## Brentano String Quartett
Das US-amerikanische Brentano String Quartet benannte sich nach Antonie Brentano. Es wurde 1992 an der Juilliard School in New York City gegründet. Internationale Aufmerksamkeit erreichte das Ensemble mit dem Soundtrack zum Film Saiten des Lebens (2012) mit Philip Seymour Hoffman, Christopher Walken und Catherine Keener.